# Manicouagan (valkrets)
Manicouagan är en federal valkrets i den kanadensiska provinsen Québec. Valkretsen upprättades 1966 från delar av två tidigare valkretsar, och har varit representerad i Kanadas underhus sedan 1968. Den omfattar större delen av Côte-Nord, med undantag för La Haute-Côte-Nord. 1984-1988 var Brian Mulroney, som kom från området, valkretsens parlamentsledamot.